# Ракетные корабли проекта 11661
Сторожевые корабли проекта 11661 «Гепард» — серия советских и российских многоцелевых ракетных кораблей 2-го ранга с управляемым ракетным вооружением ближней морской зоны — по кодификации НАТО — Gepard-class frigates.
Корабли этого проекта строятся на Зеленодольском заводе имени А. М. Горького с 1990 года. Головной корабль — «Татарстан». На 2017 год построено два корабля для ВМФ России и продолжается строительство кораблей для ВМС Вьетнама.
Корабли предназначены для выполнения комплекса задач: поиска и борьбы с подводными, надводными и воздушными целями, несения дозорной службы, проведения конвойных операций, а также охраны морской экономической зоны. Оснащён артиллерийским, противокорабельным, зенитным и противолодочным вооружением.

## История разработки
В начале 1980-х годов появилась необходимость разработки нового сторожевого корабля прибрежной зоны. Он должен был стать заменой кораблям проекта 1124. Это было обусловлено изменением предназначения сторожевых кораблей проекта 11540, которые в окончательном варианте должны были встать на замену более крупных сторожевых кораблей проекта 1135. За разработку корабля взялось Зеленодольское ПКБ во главе с главным конструктором Ю. А. Никольским, а затем В. Н. Кашкиным.
Из-за требования ВМФ по размещению мощной гидроакустической станции, увеличилось водоизмещение корабля до 2000 тонн, что стало близким к кораблям конкурирующего проекта 12441. Те отличались более мощными противокорабельными ракетами и наличием вертолётной площадки.

## Строительство
В конце 1990 года был заложен головной корабль проекта 11660, получивший название «Буревестник», но через некоторое время его постройка была остановлена. В 1995 году его строительство было прекращено и корабль был законсервирован. Позднее корабль был разобран.
Второй корабль был заложен в 1993 году по экспортному проекту 11661 для ВМС Индии, но в 1995 году, когда он был практически готов, прекратилось финансирование. Позже его достроили по скорректированному для ВМФ России проекту 11661К и спустили на воду под названием «Татарстан». Корабль вступил в строй 31 августа 2003 года и был флагманом Каспийской флотилии до 2017 года.
Третий СКР был заложен так же по проекту 11661К в 1991 году и получил наименование «Дагестан». Его сдача флоту изначально планировалась на первую половину 2012 года, которая была перенесена из-за повреждений, которые полученны в январе 2012 года во время швартовных испытаний на Чёрном море у Новороссийска. В июле 2012 года после восстановительно-ремонтных работ «Дагестан» вышел в Каспийское море в рамках второго этапа государственных испытаний для осуществления ракетной стрельбы по береговой цели из ракетного комплекса «Калибр-НК». Стрельбы на дистанцию в 100 морских миль прошли успешно и 28 ноября 2012 года «Дагестан» вошёл в состав ВМФ России.
В 2017 году корабль «Дагестан» стал флагманом Каспийской флотилии.

### Поставки на экспорт
По заказу Вьетнама было построено два корабля. Они были заложены по экспортному проекту 11661Э («Гепард 3.9») в 2007 году, спущены на воду 12 декабря 2009 года и 16 марта 2010 года соответственно. Первый из них отправлен заказчику осенью 2010 года и 5 марта 2011 года на нём был поднят военно-морской флаг Вьетнама, корабль получил наименование «Динь Тьен Хоанг» (вьет. «Đinh Tiên Hoàng»). Второй корабль под названием «Ли Тхай То» (вьет. «Lý Thái Tổ») поступил на вооружение ВМС Вьетнама в 2011 году.
В декабре 2011 года Вьетнам заказал дополнительную партию из двух единиц в противолодочной версии. В первых числах июля 2013 года стало известно, что начало строительства второй пары вьетнамских «Гепардов», ранее запланированное вначале на июнь 2013, потом на июль 2013, отложено на сентябрь 2013. Закладка второй пары корветов «Гепард-3.9» для ВМС Вьетнама состоялась 24 сентября 2013 года.
На начало 2016 года дата передачи сторожевых кораблей передвинута на более поздний срок в связи с тем, что Украина перестала поставлять судовые двигатели. Скорее всего, будущие «Гепарды» будут оснащены немецкими дизелями «MTU» 20V8000M91L взамен украинских. Ранее Германия обязалась поставить, по меньшей мере, два дизеля для оснащения ракетных кораблей BPS-500 (МПК проекта 12412, доработанные Вьетнамом до класса МРК — их строительство во Вьетнаме отложено «по субъективным и объективным причинам»). Сообщается, что вторая пара «Гепардов» будет иметь больше возможностей для ведения противолодочной войны и, таким образом, превратятся в универсальные боевые единицы.
Тем не менее, один из «Гепардов» был замечен 17 августа 2016 года в акватории речного порта Тольятти, что даёт повод предполагать либо о ходе его испытаний, либо об отправке заказчику через Волго-Донской канал в указанный период времени.
Переговоры о покупке третьей пары кораблей этого класса всё ещё[когда?]

 ведутся, и контракт официально не подписан.

## Конструкция

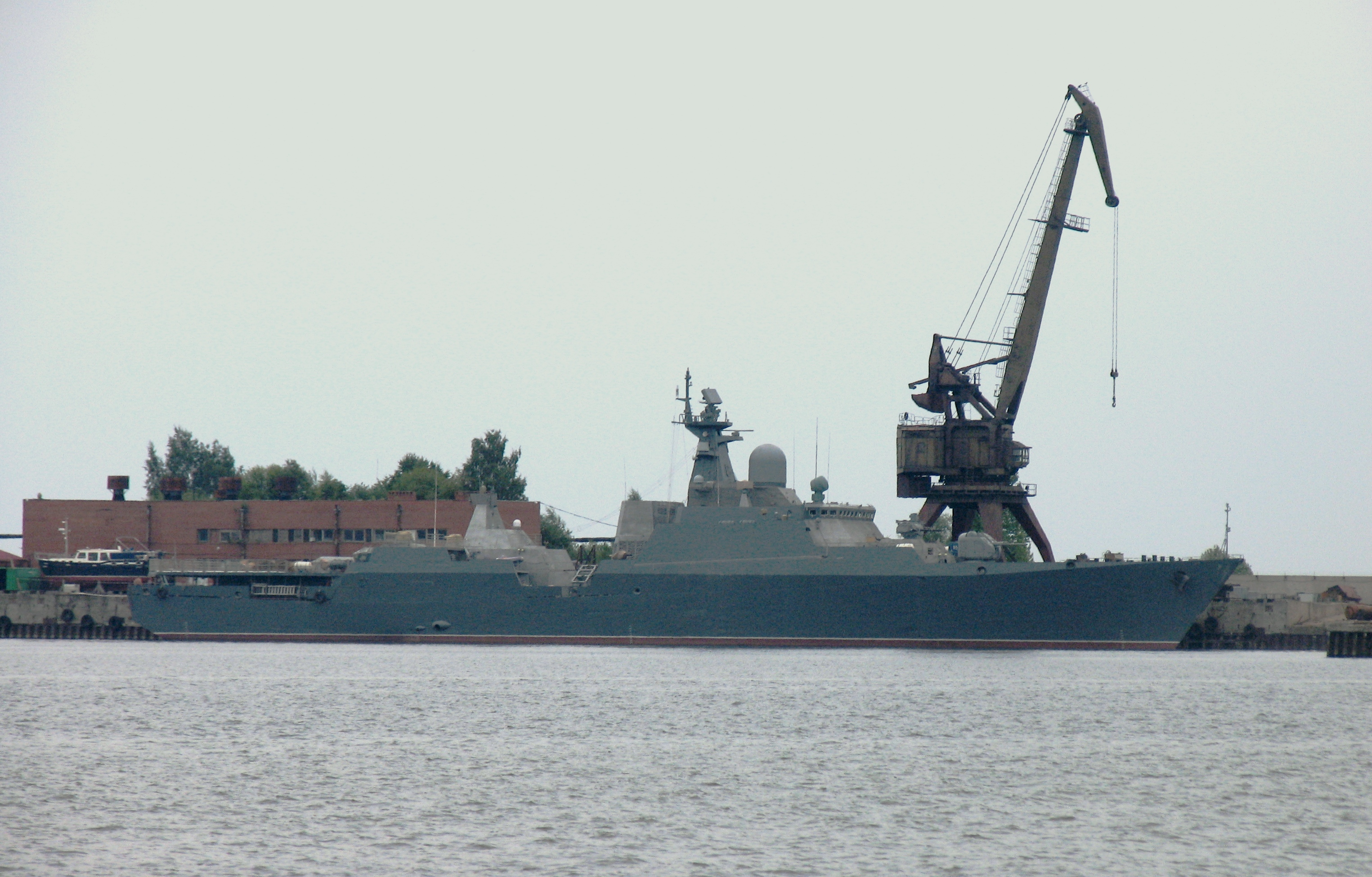
Корабль проекта 11661Э (Гепард 3.9) для ВМС Вьетнама (зав. № 954) у стенки Кронштадтского морского ордена Ленина завода (КМОЛЗ)

### Корпус и надстройка
Корабль имеет традиционную гладкопалубную архитектуру с 10 водонепроницаемыми отсеками. Надстройка корабля изготовлена из алюминиево-магниевых сплавов для обеспечения малой заметности (так называемой стелс-технологии).

### Вооружение
Корабли имеют мощное ракетное, зенитно-ракетное и артиллерийское вооружение. Основное оружие кораблей проекта 11661Э и РК «Татарстан» — противокорабельный ракетный комплекс «Уран» («Уран-Э») с крылатыми ракетами Х-35(Э), имеющий дальность стрельбы до 130 км (до 260 км для «Уран-У» с ракетами Х-35У). Корабль проекта 11661К, «Дагестан», является первым кораблём ВМФ России, вооружённым универсальным ракетным комплексом «Калибр-НК», в составе которого может применяться несколько типов высокоточных крылатых ракет, способных наносить удары по надводным, подводным и береговым целям на удалении до 300 км.
Артиллерийское вооружение включает носовую 76,2-мм артиллерийскую установку АК-176М (боезапас — 152 выстрела) и две 30 мм автоматизированные артиллерийские установки АК-630М с боезапасом 2000+1000 выстрелов каждая, что обеспечивает борьбу с морскими, наземными и воздушными целями. На РК «Дагестан» также установлены две 14,5-мм морские тумбовые пулемётные установки (МТПУ).
Для противовоздушной обороны на кораблях проектов 11660 и 11661, а также на РК «Татарстан» используется зенитный ракетный комплекс «Оса-МА-2» с боезапасом 20 ракет. На РК «Дагестан» вместо ЗРК Оса-МА-2 и двух АК-630 установлен ЗРАК «Палаш»), а на кораблях пр. 11661Э на полубаке устанавливается его экспортная модификация — «Пальма», при этом обе АК-630 устанавливаются в кормовой части надстройки побортно.
В качестве противолодочного вооружения на кораблях пр. 11660 и 11661 были предусмотрены два двухтрубных 533 мм торпедных аппарата. На кораблях проекта 11661Э в качестве противолодочного и противоторпедного вооружения используется одна реактивная бомбомётная установка РБУ-6000. Возможно оснащение кораблей другими вариантами вооружения, в том числе и противолодочным вертолётом корабельного базирования Ка-27.

### Радиотехническое вооружение

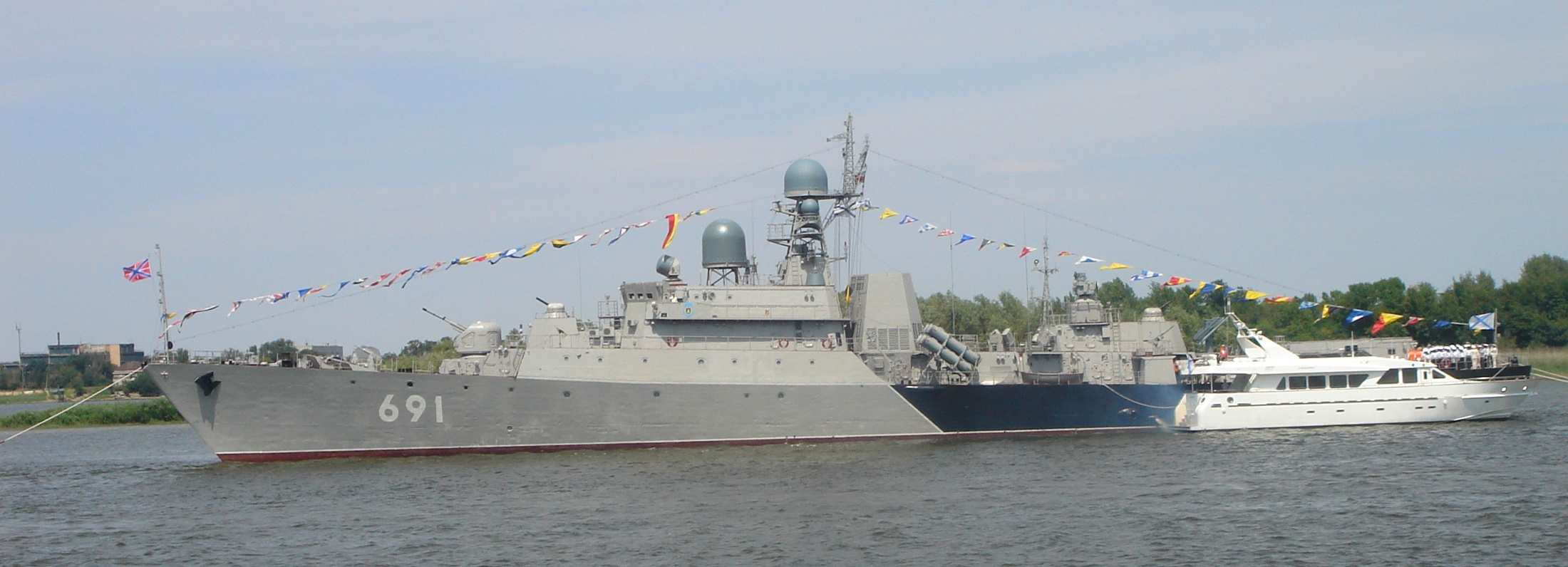
РК «Татарстан» на параде в честь Дня ВМФ в Астрахани, 2012 год

В разное время корабли оснащались различными радиолокационными и радиоэлектронными средствами. Так, на корабли устанавливался радиолокационный комплекс 34К1 «Монолит», радиолокационная станция общего обнаружения МР-352 «Позитив», навигационная РЛС МР-212 «Вайгач», система управления огнём артиллерии МР-123 «Вымпел» и ГАС «Зарница». На РК «Татарстан» установлена противодиверсионная ОГАС МГ-757 «Анапа-М». Для управления стрельбой РБУ на кораблях проектов 11660 и 11661 применялась ПУСБ «Буря», на кораблях проекта 11661Э применяется ПУС «Пурга-МЭ». Комплекс РЭБ состоял из двух пусковых установок КЛ-101 системы РЭП ПК-16 либо из четырёх ПУ КТ-216 комплекса ПК-10 «Смелый».
На РК «Дагестан» РЛК «Монолит» был заменён на «Минерал-М», а РЛС общего обнаружения на «Позитив-М1». Также установлен гидроакустический комплекс (ГАК) типа МГК-335, система РЭБ ТК-25 и БИУС «Сигма». Корабли проекта 11661Э оснащены аналогичным, установленным на РК «Дагестан», оборудованием в экспортном исполнении с некоторыми отличиями по характеристикам.
В ходе модернизации на РК «Татарстан» установлена новая радиолокационная станция «Галс», которая позволяет значительно повысить характеристики и боевые возможности радиотехнических средств по обнаружению воздушных и надводных целей. Кроме того, на этом корабле заменены на современное оборудование системы обнаружения целей и слежения за надводной обстановкой, системы постановки помех, средства радиоэлектронной борьбы.

### Энергетическая установка
Главная энергетическая установка двухвальная, типа CODOG. Среднеоборотный дизель типа 61Д мощностью 8000 л.с. через сложный редуктор обеспечивает все крейсерские режимы, а две газовые турбины суммарной мощностью 29 000 л.с. (по одной на каждый вал) обеспечивают полный ход корабля 28 узлов. Электроэнергетическая установка включает три дизель-генератора по 600 кВт каждый.

## Модификации
- Проект 11660 — первоначальный вариант СКР прибрежной зоны. Заложен головной корабль, позже разобран[1].
- Проект 11661 — развитие пр. 11660 с изменённым составом вооружения и радиотехнического оборудования. Постройка единственного корабля остановлена.
  - Проект 11661К — скорректированный проект для ВМФ России на базе пр. 11661. Построено два корабля. Отличаются (в том числе между собой) конструкцией, составом вооружения и радиотехнического оборудования. Переклассифицированы в ракетные корабли[1].
  - Проект 11661Э — экспортный проект сторожевого корабля на базе позднего пр. 11661К. Отличаются конструкцией, составом вооружения и радиотехническим оборудованием в экспортном исполнении, имеют возможность размещения палубного вертолёта типа Ка-27[1].
- Проект 11612 -[1]
- Проект 11613 — планировавшаяся модификация, с СЭУ полностью российского производства[1].

## История службы
В 2012 году РК «Дагестан» Каспийской флотилии ВМФ России участвовал в параде в честь Дня ВМФ в Астрахани. Осенью 2012 года предполагалось задействовать его в морской части манёвров «Кавказ-2012».

### Боевое применение
В ходе военной операции России в Сирии, в ночь на 7 октября 2015 года, РК «Дагестан» произвёл пуски ракет «Калибр НК» из акватории Каспийского моря по заводам снарядов и взрывчатых устройств; командным пунктам; складам боеприпасов, вооружения и горюче-смазочных материалов, а также лагерю подготовки боевиков запрещённого в России Исламского государства. Боевые пуски произвели также ракетные корабли проекта 21631 «Великий Устюг», «Град Свияжск» и «Углич».

## Представители проекта
Всего на Зеленодольском заводе имени А. М. Горького было заложено восемь кораблей. Первый и единственный заложенный по проекту 11660 достроен не был, после распада СССР корабль был разобран в 1993 году. Для ВМС России построены два корабля по скорректированному проекту 11661К: «Татарстан» и «Дагестан», сейчас оба корабля входят в состав Каспийской флотилии ВМФ России. Строительство корабля (зав. № 953), заложенного по проекту 11661 остановлено в 1995 году, корпус законсервирован. На экспорт корабли предлагаются в противолодочной комплектации по проекту 11661Э. В частности, с ВМС Вьетнама были заключены два контракта (в 2006 году и в 2011 году) на 4 корабля, получившие общее обозначение «Гепард 3.9».
Цвета таблицы:
- Зелёный  — действующий в составе ВМФ РФ
- Жёлтый  — действующий в составе иностранных ВМС
- Красный  — списан, утилизирован или потерян

### Проект 11660/11661
| Название      | б/н | Зав. № | Заложен | Спущен | В строю | Флот | Состояние | Примечания                      |
| ------------- | --- | ------ | ------- | ------ | ------- | ---- | --------- | ------------------------------- |
| «Ястреб»      | —   | 901    | 1990    | —      | —       | —    | Отменен   | Разобран на стапеле в 1993 году |
| «Буревестник» | —   | 953    | 1990    | —      | —       | —    | Отменен   | Разобран на стапеле в 2012 году |

### Проект 11661К
| № | Название    | б/н | Зав. № | Заложен    | Спущен     | В строю    | Флот | Состояние | Примечания                                        |
| - | ----------- | --- | ------ | ---------- | ---------- | ---------- | ---- | --------- | ------------------------------------------------- |
| 1 | «Татарстан» | 691 | 951    | 05.05.1990 | 01.07.1993 | 31.08.2003 | КФл  | В строю   | В составе 106-й БрНК КФл. До 03.10.1996 — СКР-200 |
| 2 | «Дагестан»  | 693 | 952    | 05.05.1990 | 01.04.2011 | 28.11.2012 | КФл  | В строю   | В составе 106-й БрНК КФл. До 2002 года — СКР-201. |

### Проект 11661Э
| № | Название        | б/н | Зав. № | Заложен    | Спущен     | В строю    | Флот         | Состояние | Примечания |
| - | --------------- | --- | ------ | ---------- | ---------- | ---------- | ------------ | --------- | ---------- |
| 3 | Đinh Tiên Hoàng | 011 | 954    | 10.07.2007 | 12.12.2009 | 05.03.2011 | ВМС Вьетнама | В строю   |            |
| 4 | Lý Thái Tổ      | 012 | 955    | 27.11.2007 | 16.03.2010 | 25.07.2011 | ВМС Вьетнама | В строю   |            |
| 5 | Trần Hưng Đạo   | 015 | 956    | 24.09.2013 | 27.04.2016 | 06.02.2018 | ВМС Вьетнама | В строю   |            |
| 6 | Quang Trung     | 016 | 957    | 24.09.2013 | 26.05.2016 | 06.02.2018 | ВМС Вьетнама | В строю   |            |

По данным на 21 декабря 2017 года, Россия успешно поставила во Вьетнам четыре корвета проекта 11661 «Гепард-3.9».